# Филлипс, Кевин (английский футболист)
Ке́вин Марк Фи́ллипс (англ. Kevin Mark Phillips; род. 25 июля 1973, Хитчин, Хартфордшир) — английский футболист, нападающий, известный по выступлениям за клубы «Сандерленд», «Вест Бромвич Альбион» и сборную Англии. В сезоне 1999/00, забив 30 голов, выиграл европейскую «Золотую бутсу».

## Клубная карьера

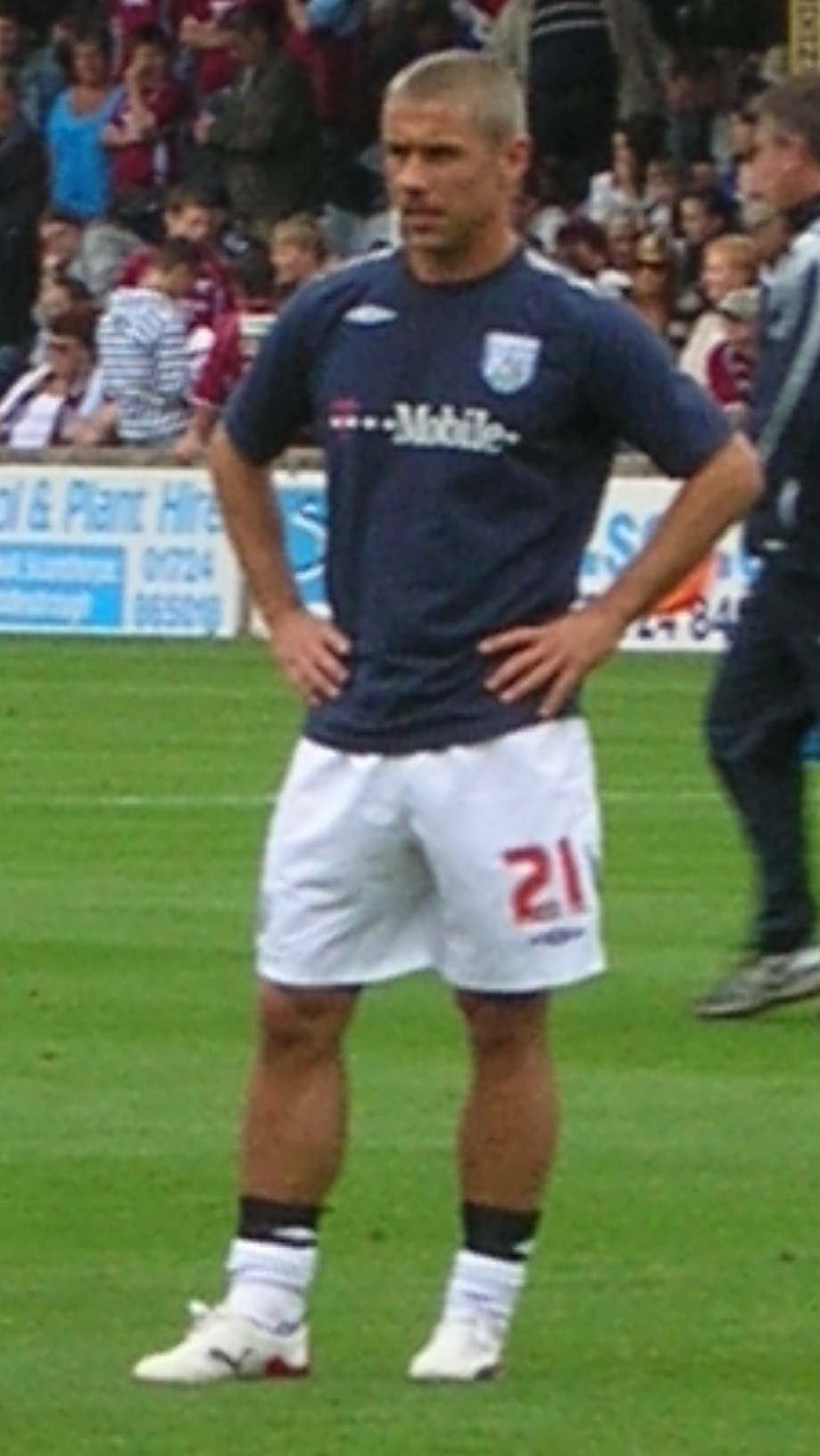
Филлипс в составе «Вест Бромвич Альбион»

Филлипс начинал карьеру правым защитником в молодёжной команде «Саутгемптон». После её окончания с ним не стали подписывать контракт, и с футболистом заключил соглашение с клубом полупрофессиональной Лиги, «Болдок Таун». Кевин очень много забивал несмотря на то, что играл на позиции защитника, поэтому вскоре он переквалифицировался в нападающего. 19 декабря 1994 года Филлипса подписал «Уотфорд». Сумма трансфера составила 10,000 фунтов.

### «Уотфорд»
В течение сезонов 1994/95 и 1995/96, Филлипс был игроком основы несмотря на серьёзную конкуренцию. В конце сезона 1995/96 Филлипс получает травму, которая оставляет его без игры на год. Когда Кевин возвращается в строй, «Уотфорд» опускается уже в середину таблицы второго дивизиона. В конце сезона он подписывает контракт с «Сандерлендом». Окончательная сумма трасфера составила 600,000 фунтов.

### «Сандерленд»
Филлипс подписал контракт с «Сандерлендом» после вылета из Премьер-Лиги. На протяжении всего первого сезона Кевин улучшал свои показатели в игре. Он смог забить в семи матчах подряд, что равняется рекорду клуба. Филлипс стал первым игроком Сандерленда со времён Брайана Клафа, которому покорилась отметка в 30 голов за сезон. Это стало возможным после предпоследней игры сезона против «Сток Сити». Всего в соревновании Кевин забил 35 голов, столько за «Сандерленд» не забивал никто со времён Второй мировой войны. На счету Филлипса четыре забитых гола «Ротерем Юнайтед» в третьем раунде Кубка Англии, а потом ещё два в плей-офф. В упорном финале за выход в Премьер-лигу  против «Чарльтон Атлетик», завершившемся 4-4, он забил второй гол. Но на 73 минуте покинул поле из-за травмы. А в серии пенальти «Сандерленд» уступил 6-7. Филлипс позже описал этот финал, как «одно из самых больших футбольных разочарований», несмотря на то, что это был его лучший матч в сезоне.
В сезоне 1998/99, Филлипс забил 9 голов в начале чемпионата и возглавил список бомбардиров Премьер-Лиги, но травма, полученная в Кубке Лиги против «Честер Сити», оставила его без игры на четыре месяца. После возвращения в строй в январе 1999 года он забил гол «Куинз Парк Рейнджерс». В апреле Кевин забивает четыре гола из пяти забитых командой. Своей игрой, Филлипс заслужил вызов в сборную Англии на матч против сборной Венгрии. Кевин заканчивает сезон с 23 голами в 24 матчах Премьер-Лиги и 25 мячами во всех соревнованиях.
В сезоне 1999/00 Филлипс не снижает планку и забивает шесть голов в стартовых матчах, что позволяет ему получить звание Игрока Месяца в октябре. Двадцать мячей Кевин забивает к февралю, а оканчивает сезон на отметке тридцать голов. Данное достижение позволяет его клубу занять седьмое место в итоговой таблице, правда, для попадания в еврокубки этого недостаточно. Филлипс получает Золотую Бутсу, что является до сих пор непревзойдённым достижением для английских футболистов.
Забив 14 голов в сезоне 2000/01, Филлипс побил рекорд по количеству голов за клуб, державшийся со времен Второй мировой войны. «Сандерленд» снова финиширует седьмым и снова остаётся без еврокубков.
В сезоне 2001/02, Филлипс отказывается от должности штатного пенальтиста, после того, как не может реализовать одиннадцатиметровый в трёх поединках Премьер-Лиги. Кевин теряет уверенность в себе, что неминуемо отражается на результатах команды. «Сандерленд» опускается на 17 место в итоговой таблицы чемпионата. Только поражение «Ипсвич Таун», прямого конкурента «Сандерленда» за место в Премьер-Лиге, от «Ливерпуля», в параллельном поединке 5-0 позволяет надеяться на благоприятный результат. Но в следующем сезоне «Котам» уже ничто не может помочь. Последнее место по итогам чемпионата, всего 4 победы, 19 очков и 21 забитый мяч. Филлипса продают в «Саутгемптон» за 3,250,000 фунтов.
Но несмотря уход из «Сандерленда», Филлипс навсегда вошёл в его историю. В 209 матчах он поражал ворота соперников 115 раз — это больше, чем гол за два матча.

### «Саутгемптон»
В августе 2003 года Филлипс перебирается в «Саутгемптон» за 3 250 000 фунтов. В первом же матче за новый клуб, на выезде против «Лестер Сити», Кевин поражает сетку ворот «лис» красивым дальним ударом. Позже этот гол будет признан лучшим голом месяца. В том сезоне Филлипс забил 12 голов, вновь обретя уверенность в собственных силах. «Святые» заняли 12-е место по итогам сезона и руководство приняло решение не продлевать контракт с тренером Гордоном Стараканом. В конце сезона его сменил Пол Старрок, но уже в начале сезона его меняет Стив Уигли, на смену которому приходит Харри Реднапп из «Портсмута». В течение сезона Кевин успел поиграть под началом четырёх наставников. Несмотря на то, что клуб менял тренеров как перчатки, Филлипс оставался основным игроком команды. Вместе с молодым форвардом Питером Краучем они составляли грозный атакующий дуэт. Несмотря на 10 голов, забитые в сезоне 2004—2005, Филлипс вместе со своим клубом вылетает из Премьер-лиги после поражения в последнем туре от «Манчестер Юнайтед» 2-1. «Святые» покидают элитный английский дивизион впервые за 27 лет. Филлипс за два года, проведённые в «Саутгемптоне», забивает 22 гола и в конце сезона отправляется в Бирмингем. Его новый клубом становится «Астон Вилла».

### «Астон Вилла»
«Астон Вилла» покупает Филлипса, у вылетаеющего в Чемпионшип, за 1 000 000 фунтов. Кевин выбирает себе 20 номер. В первых матчах «новичок», забивает несколько голов, а также активно ассистирует лидеру команды Хуану Пабло Анхелю и ещё одному новичку Милану Барошу. Но травма мешает Филлипсу раскрыться, форвард больше лечится, чем играет. Несмотря на отсутствие регулярного места в основе, в конце сезона Кевин заключает контракт с «Вест Бромвич Альбион».

### «Вест Бромвич Альбион»
В середине сезона, ещё игрока «Астон Виллы», Филлипса активно связывали с переходом в «Сандерленд». Бывший партнер Кевина по атаке «котов», а ныне один из руководителей клуба Ниалл Куинн, хотел вернуть друга-бомбардира. Но слухи, так и остались слухами, а Филлипс продолжил карьеру в «Вест Бромвиче». Сумма трансфера составила 700 000 фунтов.
В пятом раунде Кубка Англии против «Мидлсбро» Кевин, забивает свой 200-й гол в карьере. В последнем туре Филлипс делает хет-трик в ворота Барнсли, 7-0 — второй в сезоне. А также отмечается голом в полуфинале, переходного турнира против «Вулверхэмптон Уондерерс». Но финале, на Уэмбли, в драматичном поединке «Альбион» уступает «Дерби Каунти», 1-0.
В начале сезона 2007/08, Филлипс принимает участие в разгроме «Куинз Парк Рейнджерс», забивая два гола, 5-1. Он попадает в символическую команду недели. В ноябре Кевин пропускает около шести недель, из-за травмы колена. Правда уже в декабре, он производит фурор своим возвращением и получает звание Игрока месяца в декабре. Также он снова попадает в символическую сборную недели, забивая на выезде «Халл Сити», 3-1, в январе. А в марте Филлипс претендует на звание Лучшего Футболиста Года в Чемпионшипе. По версии английского популярного футбольного издания «FourFourTwo», Кевин является лучшим игроком второй английской лиги, наряду с Энди Греем из «Чарльтон Атлетик» и Майкла Кайтли из «Вулверхэмптон Уондерерс». Тони Моубрей, тренер «Альбиона», отмечает: «Филлипс, прирожденный бомбардир и лидер команды». В том же месяце Кевин доводит количество своих голов в Лиге до 200, забивая «Кристал Пэлас», 1-1. После финального матча за медали, против «КПР», фаны «Вест Бромвича» дают Феллипсу прозвище «Супер-Кев». В том матче «Альбиона» выигрывает 2-0 попадает в Премьер-лигу. Кевин забивает 24 гола в 30 матчах, занимая второе место в списке бомбардиров Чемпионшипа, а также получает приз Лучшего Футболиста Сезона от фанатов команды. Наряду с Полом Робинсоном и Джонатаном Гринингом, Филлипс попадает в символическую сборную по итогам сезона.

### «Бирмингем Сити»
Когда контракт Филлипса с «Вест Бромвичем» подходил к концу, клуб предложил нападающему новый годовой контракт, с возможностью продления ещё на год, в том случае если футболист сыграет в более чем 19 матчах чемпионата. Кевин отверг это предложение и решил остаться в Чемпионшипе, заключив 9 июля 2008 года, двухгодичное соглашение с «Бирмингем Сити». Его дебют в новом клубе состоялся уже в первом туре чемпионата. Филлипс появился на поле после перерыва, в матче с «Шеффилд Юнайтед», который выиграл «Бирмингем», 1-0. Первые голы за новый клуб, Кевин забил в следующих двух турах. По разу отличившись в матчах против своего бывшего клуба «Саутгемптона» и «Барнсли».
К концу сезона, Филлипс был одним из лучших бомбардиром Чемпионшипа, с 13 мячами. Также он стал, обладателем приза за Лучший Гол Сезона, который Кевин забил в ворота «Рединга», 2-1. Этот гол позволил «Бирмингему», вернуться в Премьер-лигу, уже через год после вылета.
В следующем сезоне, в связи с усилением команды в период дозаявок, Филлипс не так часто выходил в стартовом составе. Зато когда он появлялся на поле, то забивал очень важные мячи. В сентябре 2009 он забивает переломный гол в матче против «Болтон Уондерерс», отвечая на меткий удар Ли Чхон Ёна, спустя всего лишь две минуты. 7 февраля 2010, он выходит на замену, в матче против «Вулверхэмптон Уондерерс», который «синие» на тот момент проигрывают 1-0 и забивая два гола в оставшиеся десять минут, вырывает для своей команды, очень важную победу. В матче против «Арсенала», 27 марта 2010 года, Филлипс достигает отметки в 250 голов, сравнивая счет на 93-й минуте матча.
В июле 2010 года, Кевин продлевает контракт ещё на год. В конце года, Филлипс завоевывает вместе с «Бирмингемом» Кубок Футбольной Лиги. В финальном поединке повержен «Арсенал». После того, как «Бирмингем» по итогам сезона покидает Премьер-Лигу, проигрывая в заключительном матче «Тоттенхэм Хотспур», 2-1, Кевин покидает клуб.

### «Блэкпул»
11 июля 2011 года, Филлипс заключает контракт с вылетевшим из английская Премьер-Лиги, «Блэкпулом» и таким образом снова возвращается Чемпионшип. Уже 14 августа он отмечается голом, в домашнем матче против «Питерборо Юнайтед». Закрепляет успех, мячом на последней минуте в выездном матче с «Брайтон энд Хоув Альбион».
В ноябрьском матче против «Миллуолла», Кевин выходит на замену, вместо Кита Сатерна и забивает единственный мяч во встрече, четыре минуты спустя. В конце февраля 2012 года Филлипс является лучшим бомбардиром клуба с 14 мячами (12 в лиге) и занимает 5-е место в общем списке снайперов Чемпионшипа.
Тренер «Блэкпула», Иан Холлоуэй, после матча с «Кардифф Сити», в котором Кевин, в очередной раз, помог добиться победы своей команде, сказал:

«…несмотря на свои 38, Филлипс — настоящий атлет. Он мог бы пригодиться ещё многим клубам, в том числе из Премьер-лиги. То что он играет в нашей команде, большая удача для нас…»
Летом 2012 года Кевин продлил контракт с клубом ещё на год, до окончания сезона 2012/13. 2 октября в матче против «Халла», Филлипс забил свой первый гол в новом сезоне и помог своей команде одержать победу, 2:3. 24 ноября в поединке против «Уотфорда», Кевин забил мяч, который помог «Блэкпулу» добиться ничьей, 2:2.

### Аренда в «Кристал Пэлас»
Зимой 2013 года Кевин перешёл на правах аренды в «Кристал Пэлас». 2 февраля в матче против «Чарльтон Атлетик» Филлипс дебютировал за новый клуб. 8 февраля в поединке против «Уотфорда» он забил первый гол за клуб. 6 марта во встрече против «Халл Сити» Филлипс сделал хет-трик и помог команде добиться сложной победы, 4:2. 4 мая во встрече против «Питерборо Юнайтед» Кевин забил гол, благодаря которому клуб добился права участвовать в стыковых матчах за право выхода в Премьер лигу.
27 мая в матче финала плей-офф против «Уотфорда» Кевин в первом тайме добавленного времени реализовал пенальти, тем самым выведя «Кристал Пэлас» в Премьер-лигу. Перед поединком Филлипс заранее извинился перед болельщиками клуба, где начинал карьеру, за возможный гол в финале.

### «Кристал Пэлас»
20 июля 2013 года Филлипс подписал с «Кристал Пэлас» полноценный однолетний контракт, однако в январе 2014 года он был расторгнут по обоюдному согласию.

### «Лестер Сити»
15 января 2014 года Филлипс подписал контракт до конца сезона с «Лестер Сити». 18 января в матче против «Лидс Юнайтед» он дебютировал за новый клуб. 1 февраля в поединке против «Борнмута» Кевин забил свой первый гол за команду. По итогам сезона помог клубу подняться в высший дивизион и заявил о завершении карьеры профессионального футболиста.

## Тренерская карьера
Завершив карьеру, Филлипс остался в «Лестер Сити» в роли ассистента главного тренера, с осени 2015 года занял аналогичную должность в «Дерби Каунти».

## Карьера в сборной
Несмотря на выдающуюся игру на клубном уровне, в сборной Англии Филлипс не смог раскрыться по-настоящему. В восьми матчах, проведённых за национальную команду, он ни разу не сыграл все 90 минут и не забил ни одного мяча. Кевин мог отличиться в отборочном матче к Евро-2000, против сборной Мальты, но выйдя один на один с вратарём и обыграв его, не смог попасть в ворота. Филлипс поехал с командой на чемпионат Европы в 2000 году, но поле так и не вышел. Последний матч за сборную Англии он провел в феврале 2002 года против сборной Голландии.

## Достижения

### Командные
«Сандерленд»
- Первый дивизион Футбольной лиги: 1998/99

«Вест Бромвич Альбион»
- Чемпионат Футбольной лиги Англии: 2007/08

«Бирмингем Сити»
- Чемпионат Футбольной лиги Англии: 2008/09
- Обладатель Кубка Футбольной лиги: 2010/11

«Лестер Сити»
- Чемпионат Футбольной лиги Англии: 2013/14

### Личные
- Лучший бомбардир Первого дивизиона Футбольной лиги: 1997/98
- Игрок месяца английской Премьер-лиги: октябрь 1999
- Лучший бомбардир английской Премьер-лиги: 1999/00
- Игрок сезона английской Премьер-лиги: 1999/00
- Обладатель «Золотой бутсы»: 1999/00
- Обладатель почётной награды имени сэра Тома Финни: 2015

## Статистика выступлений
| Клуб                   | Сезон            | Лига | Лига | Кубки | Кубки | Еврокубки | Еврокубки | Прочие | Прочие | Итого | Итого |
| Клуб                   | Сезон            | Игры | Голы | Игры  | Голы  | Игры      | Голы      | Игры   | Голы   | Игры  | Голы  |
| ---------------------- | ---------------- | ---- | ---- | ----- | ----- | --------- | --------- | ------ | ------ | ----- | ----- |
| Уотфорд                | 1994/95          | 16   | 9    | 0     | 0     | -         | -         | 0      | 0      | 16    | 9     |
| Уотфорд                | 1995/96          | 27   | 11   | 4     | 1     | -         | -         | 0      | 0      | 31    | 12    |
| Уотфорд                | 1996/97          | 16   | 3    | 0     | 0     | -         | -         | 2      | 0      | 18    | 3     |
| Уотфорд                | Итого            | 59   | 23   | 4     | 1     | 0         | 0         | 2      | 0      | 65    | 24    |
| Сандерленд             | 1997/98          | 43   | 29   | 2     | 4     | -         | -         | 3      | 2      | 48    | 35    |
| Сандерленд             | 1998/99          | 26   | 23   | 6     | 2     | -         | -         | 0      | 0      | 32    | 25    |
| Сандерленд             | 1999/00          | 36   | 30   | 2     | 0     | 0         | 0         | 0      | 0      | 38    | 30    |
| Сандерленд             | 2000/01          | 34   | 14   | 8     | 4     | 0         | 0         | 0      | 0      | 42    | 18    |
| Сандерленд             | 2001/02          | 37   | 11   | 2     | 2     | 0         | 0         | 0      | 0      | 39    | 13    |
| Сандерленд             | 2002/03          | 32   | 6    | 4     | 3     | 0         | 0         | 0      | 0      | 36    | 9     |
| Сандерленд             | Итого            | 208  | 113  | 24    | 15    | 0         | 0         | 3      | 2      | 235   | 130   |
| Саутгемптон            | 2003/04          | 34   | 12   | 1     | 0     | 2         | 1         | 0      | 0      | 37    | 13    |
| Саутгемптон            | 2004/05          | 30   | 10   | 6     | 3     | 0         | 0         | 0      | 0      | 36    | 13    |
| Саутгемптон            | Итого            | 64   | 22   | 7     | 3     | 2         | 1         | 0      | 0      | 73    | 26    |
| Астон Вилла            | 2005/06          | 23   | 4    | 4     | 1     | 0         | 0         | 0      | 0      | 27    | 5     |
| Астон Вилла            | Итого            | 23   | 4    | 4     | 1     | 0         | 0         | 0      | 0      | 27    | 5     |
| Вест Бромвич Альбион   | 2006/07          | 36   | 16   | 4     | 3     | -         | -         | 3      | 3      | 43    | 22    |
| Вест Бромвич Альбион   | 2007/08          | 35   | 22   | 3     | 2     | -         | -         | 0      | 0      | 38    | 24    |
| Вест Бромвич Альбион   | Итого            | 71   | 38   | 7     | 5     | 0         | 0         | 3      | 3      | 81    | 46    |
| Бирмингем Сити         | 2008/09          | 36   | 14   | 2     | 0     | -         | -         | 0      | 0      | 38    | 14    |
| Бирмингем Сити         | 2009/10          | 19   | 4    | 5     | 0     | 0         | 0         | 0      | 0      | 24    | 4     |
| Бирмингем Сити         | 2010/11          | 14   | 1    | 6     | 3     | 0         | 0         | 0      | 0      | 20    | 4     |
| Бирмингем Сити         | Итого            | 69   | 19   | 13    | 3     | 0         | 0         | 0      | 0      | 82    | 22    |
| Блэкпул                | 2011/12          | 38   | 16   | 4     | 1     | -         | -         | 3      | 0      | 45    | 17    |
| Блэкпул                | 2012/13          | 18   | 2    | 1     | 0     | -         | -         | 0      | 0      | 19    | 2     |
| Блэкпул                | Итого            | 56   | 18   | 5     | 1     | 0         | 0         | 3      | 0      | 64    | 19    |
| Кристал Пэлас (аренда) | 2012/13          | 14   | 6    | 0     | 0     | -         | -         | 2      | 1      | 16    | 7     |
| Кристал Пэлас (аренда) | Итого            | 14   | 6    | 0     | 0     | 0         | 0         | 2      | 1      | 16    | 7     |
| Кристал Пэлас          | 2013/14          | 4    | 0    | 1     | 0     | 0         | 0         | 0      | 0      | 5     | 0     |
| Кристал Пэлас          | Итого            | 4    | 0    | 1     | 0     | 0         | 0         | 0      | 0      | 5     | 0     |
| Лестер Сити            | 2013/14          | 12   | 2    | 0     | 0     | -         | -         | 0      | 0      | 12    | 2     |
| Лестер Сити            | Итого            | 12   | 2    | 0     | 0     | 0         | 0         | 0      | 0      | 12    | 2     |
| Всего за карьеру       | Всего за карьеру | 580  | 245  | 65    | 29    | 2         | 1         | 13     | 6      | 660   | 281   |